# Тахат I
Тахат — древнеегипетская принцесса и царица XIX династии, мать Таусерт и узурпатора фараона Аменмеса.

## Биография
Сведений о Тахат сохранилось немного. Известно, что она была матерью Аменмеса, носила титулы «Дочери фараона» и «Жены фараона». Возможно, она идентична дочери Рамсеса II по имени Тахат, которая упомянута на Луврском остраконе. В таком случае, она должна приходиться тёткой Сети II, хотя, учитывая, что Тахат принадлежала к младшим детям Рамсеса, была того же возраста или даже моложе Сети II, бывшего внуком Рамсеса. Также возможно, что Тахат была внучкой Рамсеса, поскольку в истории встречались (но редко) случаи, когда внучки носили титул «Дочь фараона». Тахат была женой либо Мернептаха, либо Сети II.
Тахат изображена на нескольких статуях Аменмеса, среди которых две статуи в Карнакском храме. На одной из них, всё ещё стоящей в Карнаке, она названа «Дочерью фараона», «Женой фараона (Тахат)», и слово «мать» заменено на «жена». По мнению Эйдана Додсон и Дайан Хилтон, замена произошла, когда законный наследник трона Сети вернул себе престол и узурпировал статую. Это говорит о том, что либо Тахат была женой Сети, когда он стал фараоном, либо, что они уже были женаты, а Аменмес захватил власть отца Сети. Эта теорию можно подтвердить сведениями с других статуй (выставлены в Каире), где Тахат названа дочерью фараона и женой фараона без каких-либо следов переделок, в то время, как имя фараона переписано. По мнению Додсона и Хилтон, эта статуя изготавливалась при Сети, а затем была узурпирована Аменмесом, сменившим имя Сети на своё и оставившим имя и титулы матери нетронутыми. Позже имя Аменмеса вновь изменили на имя Сети. Согласно другой теории, Сети никогда не был женат на Тахат, а её титулы стёрты, чтобы удалить сведения о правлении её сына.

## Гробница
Тахат, скорее всего, похоронена в гробнице Аменмеса KV10 в Долине Царей. Её саркофаг изначально принадлежал другой безымянной принцессе Анукетемхеб, которая может быть идентична дочери Рамсеса II. Часть её имени «…хеб» сохранилась в Луксорском храме. Позже гробницу Аменмеса узурпировали члены семьи Рамсеса IX: мать Тахат и его Великая царская супруга Бакетвернел. Последняя некогда считалась Великой царской супругой Аменмеса, но позже было доказано, что упоминания о ней добавлены в гробницу Аменмеса после её постройки, и Бакетвернел жила значительно позже фараона-узурпатора.